# Леонардо да Винчи
Леонардо ди сер Пјеро да Винчи (итал. Leonardo di ser Piero da Vinci, Винчи, 15. април 1452 — Амбоаз, 2. мај 1519), познат као Леонардо да Винчи, био је италијански ренесансни архитекта, проналазач, инжењер, вајар и сликар.
За живота слављен због својих сликарских дела, након смрти постаје познат широј публици и по својим свескама, у којима је цртао и писао белешке о разним темама, укључујући анатомију, астрономију, ботанику, картографију, сликарство и палеонтологију. Леонардов геније је оличење ренесансног хуманистичког идеала, а његово укупно дело је допринос каснијим генерацијама уметника који се може мерити само са доприносом његовог млађег савременика, Микеланђела.
Рођен као ванбрачно дете успешног нотара и жене из ниже класе у Винчију или близу њега, школовао се у Фиренци код италијанског сликара и вајара Андреа дел Верокија. Каријеру је започео у родном граду, али је потом много година провео у служби миланског војводе Лудовика Сфорце. Касније је поново радио у Фиренци и Милану, као и накратко у Риму, привлачећи велики број следбеника и ученика. На позив Франсоа I Валое, провео је своје последње три године у Француској, где је умро 1519. Од његове смрти, није било времена да његова достигнућа, различита интересовања, лични живот и емпиријска размишљања нису успели да изазову интересовање и дивљење, што га чини честим имењаком и субјектом у култури.
Леонардо је међу највећим сликарима у историји уметности и често се сматра оснивачем високе ренесансе. Упркос томе што је имао много изгубљених дела и мање од 25 приписаних великих дела — укључујући бројна недовршена дела — створио је неке од најутицајнијих слика у западној уметности. Мона Лиза, његово је најпознатије дело и често се сматра најпознатијом сликом на свету. Тајна вечера је најрепродукованија религиозна слика свих времена, а његов цртеж Витрувијевог човека такође се сматра културном иконом. Године 2017, Салватор Мунди, који се у целини или делимично приписује Леонарду, је продат на аукцији за 450,3 милиона долара, постављајући нови рекорд за најскупљу слику икада продату на јавној аукцији.
Поштован због своје технолошке генијалности, концептуализовао је летеће машине, врсту оклопног борбеног возила, концентрисану соларну енергију, машину за додавање и двоструки труп. Релативно мало његових дизајна је направљено или чак изводљиво током његовог живота, пошто су савремени научни приступи металургији и инжењерству били тек у повојима током ренесансе. Неки од његових мањих изума, међутим, ушли су у свет производње ненајављено, као што су аутоматизовано наматање калуле и машина за испитивање затезне чврстоће жице. Направио је значајна открића у анатомији, грађевинарству, хидродинамици, геологији, оптици и трибологији, али није објавио своја открића и они су имали мали или никакав директан утицај на каснију науку.

## Биографија
| „                             | Вечито ће се само издалека моћи да наслуте горостасне контуре Леонардовог бића | ” |
| — Култура ренесансе у Италији |                                                                                |   |

| „                                      | …требало би га измислити, али он постоји; сада већ можемо да замислимо универзалног човека. Један Леонардо да Винчи може да постоји у нашем духу као појам, а да нам сувише не засени моћ схватања; можемо сањарски да сагледамо и његову моћ, а да се то сувише брзо не изгуби у магли речи и значајних епитета, тако погодних расплињавању мисли. | ” |
| — Увођење у методу Леонарда да Винчија | |   |

### Рани живот (1452–1472)

#### Рођење и породични корени
Леонардо да Винчи, правилно назван Леонардо ди сер Пјеро да Винчи (Леонардо, син сера Пјера из Винчија), рођен је 15. априла 1452. у тосканском брду или близу њега, град Винчи; Фиренца је била удаљена 20 mi (32 km). Рођен је ван брака са Сер Пјером да Винчијем (1426–1504), фирентинским правним бележником, и Катарином (око  1434 – 1494), из ниже класе. Остаје неизвесно где је Леонардо рођен. Традиционални извештај, из локалног усменог предања које је забележио историчар Емануеле Репети, је да је рођен у Анкијану, сеоском засеоку које би нудило довољно приватности за ванбрачно рођење, иако је још увек могуће да је рођен у кући у Фиренци коју је скоро сигурно имао Сер Пјеро. Леонардови родитељи су се венчали одвојено годину дана након његовог рођења. Катарина — која се касније у Леонардовим белешкама појављује само као „Катерина“ или „Кателина“ — обично се идентификује као Катарина Бути дел Вака која се удала за локалног занатлију Антонија ди Пјера Бутија дел Ваку, званог „Лачатабрига“ („свађалица“). Предложене су и друге теорије, посебно она историчара уметности Мартина Кемпа, који је предложио Катарину ди Мео Липи, сироче које се наводно удало уз помоћ Сер Пјера и његове породице са њом претходне године — а након њене смрти 1462. године, склопио је три наредна брака. Од свих бракова, Леонардо је на крају имао 12 полубраће и сестара који су били много млађи од њега (последњи је рођен када је Леонардо имао 40 година) и са којим је имао врло мало контакта. Постоје тврдње да је Леонардова мајка била са Кавказа.
У својим рукописима Леонардо скоро да није помињао своју породицу нити своју рану младост. По оном што је познато, са пет година је живио у очевој кући, који се у међувремену оженио. За своје рано образовање је говорио да је била штета што није било систематичније и што тада није боље овладао основама латинског и геометрије, што ће учинити касније као већ одрастао човек.
Скоро ништа није познато о Леонарду у најранијем периоду и развоју. Пре уласка у Верокијеву радионицу, нема података о његовом таленту који се највероватније развијао већ у родном Винчију – удаљеном тридесетак километара од упослених и бучних радионица градова Фиренце и Пистоје. Нису позната ни могућа дела из Леонардове руке пре 1473. године. Од ове године Леонардова каријера је у сталном успону и поруџбе које непрестано стижу га наводе да ради у престижним градовима-државама, Милану и Венецији, Фиренци, Риму, али и у Француској коју је водио краљ Франсоа I. Управо у тој њему страној земљи, Француској, 1519. године ће Леонардо – међународно признат као изузетан уметник и стваралац и један од главних симбола читаве ренесансе – завршити свој живот.
„Године 1452, родио се један од мојих унука, син Сер Пјера, 15. априла, у три сата ујутро. Добио је име Лeонардо. Крстио га је свештеник Пјеро ди Бартоломео де Винчи”, записао је његов деда Антонио, нотар по професији и одговоран за његов упис у матичну књигу рођених. По очевој линији Леонардова породица је припадала нижем племству земљопоседника, и води порекло у Винчију још из тринаестог века. Кућа Леонардовог оца још увек постоји и може се посетити.
У римованој хроници коју је написао Рафаелов отац Ђовани Санти, документу који је остао необјављен све до 19. века, се приповедају етапе путовања у Милано на које се 1468. године, упутио урбински војвода Федерико де Монтефелтро. У опису етапе у Фиренци, Ђовани набраја све њене познате уметнике међу којима и „двојицу једнаких младића по добу..., Леонарда да Винчија и Перуђина (Пјера дела Пјеве), једног изузетног сликара.”
Године 1468. Леонардо је имао шеснаест година. По једном документу из 1469. године, још увек је живео у породици са својим оцем Сер Пјером. Ђованијево помињање Леонарда у поменутом рукопису је назнака да је почео да се бави сликарством раније него што се мислило, пошто се за његов улазак у радионицу Андрее дел Верокија, једног од најпознатијих и најтраженијих уметника ренесансне Фиренце, обично узима 1469. година.
| „      | Био је тако редак и универзалан, да би се по његовом чуду могло рећи да је природа створена: она не само да је хтела да га обдари лепотом тела, коју му је веома добро дала, већ је желела и да га учини господаром многих ретких врлина. Био је од велике вредности у математици и у перспективи ништа мање, а бавио се вајарством, а у цртежу је далеко надмашио све остале. Имао је лепе изуме, али многе ствари није бојио, јер никад није био задовољан, а ипак су његови радови тако ретки. Био је у говору елоквентан и редак лириста [...] и био је веома вешт у тирарима и другим хировима, никад се није смиривао душом, али је увек својом генијалношћу градио нове ствари.“ | ” |
| — 1542 | |   |

#### У Верокијевој радионици
| „                                    | Од свог најранијег детињства он је предмет дивљења за своје савременике. Као узвишен и суптилан геније, радознао да сазна нове ствари, страстан у томе да их окуша, он уноси нову особину не само у уметност цртања него исто тако и у математику, механику, музику, поезију и идеологију, а да не говоримо о забавним вештинама којима се одликовао: мачевању, игрању, јахању; и тим разноврсним талентима владао је тако да је, ма који од њих употребио да би се допао, изгледао као да је једино за њега и рођен. Сер Пјеро, задивљен тим ванредним бићем, узе неколико његових цртежа и показа их тада веома гласовитом сликару и вајару Андреи дел Верокију. Андреа не поверова да су то покушаји једног детета: доведоше му га и он ускоро постаде његов омиљени ученик. | ” |
| — Стендал, Живот Леонарда да Винчија | |   |

Средином 1460-их, Леонардова породица се преселила у Фиренцу, која је у то време била центар хришћанске хуманистичке мисли и културе. Око 1470. године Леонардо је примљен као ученик и помоћник (како је то било уобичајено у то време) у радионицу Андреа дел Верокија — који је био водећи фирентински сликар и вајар свог времена — и задржао се у њој до око 1477. године. Било је то отприлике у време смрти Верокијевог мајстора, великог вајара Донатела. Други познати сликари који су били ученици Верокијеве радионице или повезани са њом су Доменико Гирландајо, Перуђино, Ботичели и Лоренцо ди Креди. Обука се састојала од широког спектра теоријских и техничких знања и вештина, укључујући цртање, хемију, металургију, обраду метала, ливење гипса, обраду коже, механику и рад у дрвету, као и уметничке вештине цртања, сликања, вајања и моделирања.
Леонардо је био савременик Ботичелија, Гирландаја и Перуђина, који су сви били нешто старији од њега. Упознао би их у Верокијевој радионици или на Платонској академији Медичија. Фиренцу су красила дела уметника као што су Донателови савременици Мазачо, чије су фигуративне фреске биле прожете реализмом и емоцијама, и Гиберти, чије су Рајске капије, блиставе златним листићима, приказале уметност комбиновања сложених фигуралних композиција са детаљним архитектонским позадинама. Пјеро дела Франческа је направио детаљну студију перспективе, и био је први сликар који је направио научну студију светлости. Ове студије и расправа De pictura Леона Батисте Албертија требало је да имају дубок утицај на млађе уметнике, а посебно на Леонардова сопствена запажања и уметничка дела.
Није познат мотив због ког се Леонардо одлучио за уметност уместо професије нотара, породичне традиције Да Винчија. У Верокијевој радионици је Леонардо могао да научи свестрана знања и стекне једно потпуно уметничко образовање и искуство, почев од вајарства, сликарства и архитектуре, детаљне студије анатомије човекове фигуре и теорију оптике и перспективе те стога геометрије и природних наука – међу којима се истиче ботаника –, и музике. Такође је добио приступ великим наруџбама које су мајстору Верокију стизале од Медичија, а који су привилеговали његову радионицу наспрам других, и чији је нотар био Леонардов отац, Сер Пјеро. Међутим, данас није познато ниједно Леонардово дело пре 1473. године, датум његовог најстаријег познатог цртежа, данас у Галерији Уфици. Али Леонардо је већ 1472. године и са двадесет година, био укњижен у Академију св. Луке, односно удружење фирентинских сликара, што му је омогућило да ради самостално и прима наруџбе одвојено од свог мајстора и учитеља, мада је 1476. године, још увек радио у Верокијевој радионици.
Највероватније у овај период се може сместити прича коју је испричао Вазари, о анђелу којег је насликао Леонардо у Верокијевој слици Крштење Христа из Галерије Уфици. Наиме, изгледа да је 1478. године, Верокио који је тада одлазио у Венецију због наруџбе која му је пристигла од тамошњих власти за израду коњичког споменика Корлеонеу, дао задатак Леонарду и Лоренцу ди Кредију да заврше његову олтарну слику за катедралу у Пистоји. Реч је о познатој Мадони ди Пијаца (итал. Madonna di Piazza) из које потиче део предела у олтарној слици Богојављање (данас у Лувру) која је приписана Леонарду. Из овог периода су такође његове минуциозне студије драперија сликане малом кичицом на једном танком ланеном платну, и оне рађене металном оловком на ружичасто бојеном папиру.

### Први фирентински период (1472–1482)
До 1472, у доби од 20 година, Леонардо се квалификовао као мајстор у гилду Светог Луке, еснафу уметника и доктора медицине, али чак и након што га је отац поставио у своју радионицу, његова везаност за Верокија била је таква да је наставио да сарађује и живи са њим. Леонардово најраније познато дело је цртеж долине Арно оловком и мастилом из 1473. године. Према Вазарију, млади Леонардо је први предложио да се изгради пловни канал између Фиренце и Пизе који би спојио заобилазни природни ток реке Арно.
У јануару 1478. Леонардо је добио независну наруџбу да наслика олтарну слику за капелу Светог Бернарда у Палацо Векио, што је показатељ његове независности од Верокијевог студија. Анонимни рани биограф, познат као Анонимо Гадијано, тврди да је 1480. Леонардо живео са Медичијима и да је често радио у врту Сан Марко у Фиренци, где се налазила изузетна породична збирка античких дела, и где се састајало друштво, уметника, песника и филозофа новоплатоноваца на дружењима која су организовали Медичи. У марту 1481. добио је наруџбу од монаха манастира  Сан Донато у Скопету за слику Поклоњење мудраца. Ниједну од ових првих наруџби није завршио, јер је рад на њима напустио када је отишао да понуди своје услуге војводи Милана Лудовику Сфорци. Сфорци је Леонардо написао писмо у ком је описао различите ствари које је могао да постигне у областима инжењеринга и дизајна оружја, и поменуо да може да слика и ради скулптуре. Са собом је донео један жичани инструмент — било лауту или лиру — који је био декорисан детаљем сребрне коњске главе.

Са Албертијем, Леонардо је посетио дом Медичија и преко њих упознао старије хуманистичке филозофе од којих је Марсиљо Фичино, заговорник неоплатонизма; Кристофоро Ландино, писац коментара на класичне списе, и Јон Аргиропулос, учитељ грчког и преводилац Аристотела, били су први. Са Платоновском академијом Медичија био је повезан и Леонардов савременик, бриљантни млади песник и филозоф Пико дела Мирандола. Године 1482. Лоренцо де Медичи је послао Леонарда као амбасадора код Лудовика ил Мороа, који је владао Миланом између 1479. и 1499. године.
- Мадона са каранфилом, око 1472–1478, Стара пинакотека, Минхен.
- Пејзаж долине Арно (1473)
- Портрет Џиневре де Бенчи,  око 1474–1480, Национална галерија уметности у Вашингтону, Вашингтон
- Мадона Беноа, око 1478–1481, Санкт Петербург

### Први период у Милану од 1482. до 1499. године
Између пролећа и лета 1482. Леонардо је већ био у Милану, једном од ретких градова у Европи који је премашио сто хиљада становника, у центру насељеног и продуктивног региона. Разлози његовог одласка из Фиренце су вишеструки. Сигурно је, како сведоче Анонимни Гадијано и Вазари, слање уметника изазвао Лоренцо де Медичи у склопу своје дипломатске политике према италијанским господствима, у којој су фирентински мајстори слати као „амбасадори” уметничке доминације и културног наслеђа Фиренце. Тако су Антонио Роселино и браћа Ђулијано и Бенедето да Мајано отишли у Напуљ, а група сликара је отишла да украси нову папску капелу Сикста IV.
Леонардо је радио у Милану од 1482. до 1499. Добио је задатак да наслика Богородицу од Шкрпјела за Братство Пречистог зачећа и Тајну вечеру за манастир Санта Марија деле Грације. У пролеће 1485. године Леонардо је отпутовао у Мађарску у име Сфорце да се састане са краљем Матијом Корвином и добио је налог да наслика Богородицу. Леонардо је био запослен на многим другим пројектима за Сфорцу, укључујући припрему пловака и такмичења за посебне прилике, цртеж и дрвени модел за конкурс за дизајн куполе за миланску катедралу (који је повукао), и модел за огроман коњички споменик Лудовиковом претходнику Франческу Сфорци. Ово би по величини надмашило једине две велике коњичке статуе ренесансе, Донателову Гатамелату у Падови и Верокијеву Бартоломео Колеони у Венецији, и постала позната као Гран Кавало. Леонардо је завршио модел за коња и направио детаљне планове за његово ливење, али је у новембру 1494. Лудовико дао бронзу свом шураку да се користи за топ за одбрану града од Шарла VIII од Француске.
Чини се јасним да је Леонардо намеравао да остане у Милану, граду који је требало да га фасцинира својом отвореношћу за научне и технолошке иновације изазване непрекидним војним походима. У ствари, фирентинска средина му је морала задавати извесну нелагоду: с једне стране, није морао да се препозна у неоплатонској култури Медичијевог круга, толико прожетој филозофским и књижевним прецима, да је себе дефинисао као „човека без слова“; с друге стране, његова уметност се све више одвајала од линеаризма и трагања за разређеном и идеализованом лепотом доминантних уметника на сцени, већ његових сапутника у Верокиовој радионици, као што су Перуђино, Гирландајо и Ботичелија. На крају крајева, његово искључење са сикстинских фресака наглашава његову страност тој групи.

Савремена преписка бележи да је од Леонарда и његових помоћника војвода од Милана наручио да сликају Sala delle Asse у замку Сфорца. Декорација је завршена 1498. Пројекат је постао trompe-l'œil декорација због чега је велика сала изгледала као пергола створена од испреплетених кракова шеснаест стабала дуда, чија је крошња укључивала сложен лавиринт од лишћа и чворова. на плафону.
- Лице девојке, око 1483–1485, Royal Library of Turin
- Портрет музичара, око 1483–1487, Pinacoteca Ambrosiana, Милан
- Витрувијев човек, (око 1485) Accademia, Венеција
- Леонардов коњ, око 1488[33]
- La Belle Ferronnière, око 1490–1498

### Други период у Фиренци од 1500 до 1508. године
Када је Француска 1500. године збацила Лудовика Сфорцу, Леонардо је побегао из Милана у Венецију, у пратњи свог помоћника Салаја и пријатеља, математичара Луке Пачолија. У Венецији, Леонардо се упослио као војни архитекта и инжењер, осмишљавајући методе за одбрану града од поморског напада. По повратку у Фиренцу 1500. године, Леонардо и његова пратња били су гости монаха сервита у манастиру Сантисима Анунцијата и добили су радионицу у којој је, према Вазарију, Леонардо креирао Богородица са дететом, Светом Аном и Св. Јованом Крститељем, дело које је изазвало такво дивљење да су „мушкарци [и] жене, млади и стари” похрлили да га виде „као да иду на прославу једне свечаности”.
У Чезени 1502. године Леонардо је ступио у службу Чезара Борџије, сина папе Александра VI, који је деловао као војни архитекта и инжењер и путујући по Италији са својим покровитељем. Леонардо је направио мапу упоришта Чезара Борџије, план града Имоле како би придобио његово покровитељство. Када га је видео, Чезаре је ангажовао Леонарда као свог главног војног инжењера и архитекту. Касније те године, Леонардо је направио још једну мапу за свог покровитеља, једну од долине Кијана, Тоскана, како би свом покровитељу дао бољи слој земље и већи стратешки положај. Ову мапу је направио заједно са својим другим пројектом изградње бране од мора до Фиренце, како би омогућио снабдевање водом за одржавање канала током свих годишњих доба.
Леонардо је напустио Борџину службу и вратио се у Фиренцу почетком 1503, где се поново придружио Цеху Светог Луке 18. октобра те године. До истог месеца, Леонардо је почео да ради на портрету Лизе дел Ђокондо, моделу за Мона Лизу, на којој ће наставити да ради до своје смрти. Јануара 1504. био је део комитета формираног да препоручи где треба поставити Микеланђелову статуу Давида. Потом је провео две године у Фиренци дизајнирајући и сликајући мурал Битке код Ангијарија за Сињорију, а Микеланђело је радио на њеном парњаку на супротом зиду на тему, Касцинске битке.
Године 1506. Леонарда је позвао у Милано Шарл II д'Амбоа, вршилац дужности француског гувернера града. Тамо је Леонардо узео још једног ученика, грофа Франческа Мелција, сина ломбардског аристократе, за којег се сматра да му је био омиљени ученик. Савет Фиренце је пожелео да се Леонардо што пре врати да заврши Битку код Ангијарија, али је добио дозволу по налогу Луја XII, који је размишљао да наручи уметнику да направи неке портрете. Леонардо је можда започео пројекат за д'Амбоаову коњичку фигуру; воштани модел је опстао и, ако је оригиналан, једини је сачувани пример Леонардове скулптуре. Леонардо је иначе био слободан да се бави својим научним интересима. Многи од Леонардових најистакнутијих ученика су познавали или радили са њим у Милану, укључујући Бернардина Луинија, Ђованија Антонија Болтрафија и Марка д'Ођона. Године 1507. Леонардо је био у Фиренци и решавао спор са својом браћом око имања свог оца, који је умро 1504.
- Мадона са дететом и Св. Аном, око 1501–1519, Лувр, Париз
- Леонардова мапа Имоле, креирана за Чезара Борџију, 1502. година.
- Студија Битке код Ангијарија (сада изгубљена) Будимпешта.
- La Scapigliata, око 1506–1508 (незавршено), Национална галерија у Парми, Парма.
- Студија Леда и Лабуд (сада изгубљена), око 1506–1508, Енглеска.

### Други период у Милану од 1508. до 1513. године
У мају 1506. године Шарл д’Амбоаз, француски гувернер у Милану, позвао је Леонарда у Милано и тако је монументална Битка код Ангијарија остала недовршена. Изгледа да су неуспешни технички експерименти са емулзијама и бојама натерали Леонарда да напусти рад; друкчије је тешко објаснити његово напуштање овог великог дела. У зиму 1507–08. године Леонардо је поново у Фиренци, где је помогао вајару Ђованију Франческу Рустичију у изради  његове бронзане статуе за фирентинску крстионицу, након чега се поново сели у Милано.
Цењен од својих француских покровитеља у Милану, Шарла д’Амбоаза и Луја XII, Леонардо је своје дужности обављао са задовољством, али су се оне сада углавном ограничавале на савете у вези архитектуре и изградње. Постоје неки докази да је учествовао у плану за изградњу Шарлове палате-виле, а верује се да је урадио скице за проповедаоницу цркве Санта Марија ала Фонтана, чију израду је Шарл финансирао. Такође се осврнуо на један стари пројекат који је оживео француски гувернер: повезивање реке Аде са језером Комо, што би Милану омогућило неограничен доток воде.
У овом свом другом периоду у Милану, Леонардо је врло мало сликао. Поново је окупио ученике око своје радионице, а поред неких старих ученика као што су Бернадино де Конти и Салаји, пристигли су и нови: Чезаре да Сесто, Ђампетрини, Бернардино Луини, и млади племић Франческо Мелци који ће постати његов најоданији пријатељ и пратиће га до краја живота.
Повратком Ђан Ђакома Тривулција у Милано у својству маршала француске војске и великог непријатеља Лодовика Сфорце, Леонарду је наручено да изради његову гробницу која је требала да буде у облику коњичке статуе и постављена у погребној капели коју је Тривулцио поклонио цркви Сан Нацаро Мађоре. Након више година припремног рада за споменик, током ког је Леонардо урадио значајан број скица и цртежа, сам маршал је на крају одустао од плана у корист другог мање амбициозног. Ово је био други по реду прекинути вајарски пројекат с којим се Леонардо суочио као вајар.
Леонардова научна активност је цветала у овом периоду. У сарадњи са познатим анатомом из Павије Маркантонијем дела Торе, Леонардо је планирао једно енциклопедијско дело у које не само да би биле укључене прецизне илустрације човековог тела и органа, већ и упоредна (компаративна) анатомија и физиологија. У зиму 1510–11. године планирао је да заврши свој трактат о анатомији. У ово време је такође упоредо развио своје рукописе из математике, оптике, механике, геологије и ботанике. Сва ова истраживања су прожета једном централном идејом: уверењем да су сила и кретање основне механичке функције које производе све облике органске и неорганске природе и дају им њихов коначни изглед, односно да оба делују у складу са уређеним и хармонијским законима.

### Последњи период у Риму и Француској од 1513. до 1519. године
Политички догађаји, као што је привремено протеривање Француза из Милана 1513. године, навели су сада већ шездесетогодишњег Леонарда да се поново сели. Већ крајем године путује у Рим, у пратњи својих оданих ученика Мелција и Салајија, и двојице других помоћника, надајући се да ће тамо наћи запослење преко свог покровитеља и пријатеља Ђулијана де Медичија, брата новог папе Лава X.

### Смрт
Леонардо је умро у Кло Лусеу 2. маја 1519. у 67. години, вероватно од можданог удара. Вазари описује Леонарда како на самртној постељи јадикује, пун покајања, да се „увредио против Бога и људи тиме што није упражњавао своју уметност како је требало.“ Вазари наводи да је Леонардо у последњим данима послао једног човека да га позове свештеника да изврши своју исповест и да прими Свету Тајну. Вазари такође бележи да је краљ држао Леонардову главу у наручју док је умирао, иако је ова прича можда пре легенда него чињеница. У складу са тим, по његовом тестаменту, шездесет просјака који су носили тапере пратило је Леонардов ковчег. Мелци је био главни наследник и извршилац, примајући, као и новац, Леонардове слике, алате, библиотеку и личне ствари. Леонардов други дугогодишњи ученик и пратилац, Салаи, и његов слуга Баптиста де Виланис, добили су половину Леонардових винограда. Његова браћа су добила земљу, а његова слушкиња добила је крзнени огртач. 12. августа 1519. Леонардови остаци су сахрањени у саборној цркви Светог Флорентина у замку Амбоаз.
Салаи, или Ил Салаино („Мали нечисти“, тј. ђаво), ушао је у Леонардово домаћинство 1490. године као помоћник. После само годину дана, Леонардо је направио списак његових прекршаја, називајући га „лоповом, лажовом, тврдоглавцем и прождрљивцем“, након што је најмање пет пута побегао са новцем и драгоценостима и потрошио богатство на одећу. Ипак, Леонардо се према њему опходио са великом попустљивошћу и он је остао у Леонардовом дому наредних тридесет година. Салаи је извео низ слика под именом Андреа Салаи, али иако Вазари тврди да га је Леонардо „научио много ствари о сликању,“ његов рад се генерално сматра мање уметничким од других међу Леонардовим ученицима, нпр. као Марко д'Ођоно и Болтрафио.
Салаи је поседовао Мона Лизу у време Леонардове смрти 1524. године, а у његовом тестаменту она је била процењена на 505 лира, што је изузетно висока вредност за мали портрет на панелу. Неких 20 година након Леонардове смрти, златар и вајар Бенвенуто Челини је рекао: „Никада није било другог човека рођеног на свету који је знао толико колико Леонардо, не толико о сликарству, скулптури и архитектури, био је веома велики филозоф“.

### Локација посмртних остатака
Док је Леонардо сигурно сахрањен у саборној цркви Светог Флорентина у замку Амбоа 12. августа 1519. године, тренутна локација његових посмртних остатака је нејасна. Велики део Шато д'Амбоаз је оштећен током Француске револуције, што је довело до рушења цркве 1802. године. Неки од гробова су уништени у том процесу, разбацујући покопане кости на тај начин остављајући место где се Леонардови остаци налазе подложним спору; баштован је можда чак неке закопао у углу авлије.
Од тада се теоретизирало да преклапање десне руке скелета преко главе може одговарати парализи Леонардове десне руке. Године 2016. најављено је да ће бити спроведени ДНК тестови како би се утврдило да ли је атрибуција тачна. ДНК остатака биће упоређен са оном узорака прикупљених из Леонардовог дела и потомака његовог полубрата Доменика; може се такође секвенцирати.
Године 2019. објављени су документи који откривају да је Хусеј задржао прстен и прамен косе. Године 1925, његов праунук их је продао америчком колекционару. Шездесет година касније, други Американац их је набавио, што је довело до тога да буду изложени у Леонардовом музеју у Винчију почевши 2. маја 2019, на 500. годишњицу уметникове смрти.

## Лични живот
Упркос хиљадама страница које је Леонардо оставио у свескама и рукописима, једва да је спомињао свој лични живот.
Током Леонардовог живота, његова изузетна моћ проналаска, његова „велика физичка лепота“ и „бесконачна грациозност“, како их је описао Вазари, као и сви други аспекти његовог живота, привукли су радозналост других. Један такав аспект била је његова љубав према животињама, вероватно укључујући вегетаријанство и, према Вазарију, навика да купује птице у кавезима и пушта их на слободу.
Леонардо је имао много пријатеља који су данас истакнути било у својим областима или по свом историјском значају, укључујући математичара Луку Пациолија, са којим је сарађивао на књизи Divina proportione 1490-их. Чини се да Леонардо није имао блиске односе са женама осим његовог пријатељства са Сесилијом Галерани и двема сестрама Есте, Беатриче и Изабелом. Док је био на путовању које га је водило кроз Мантову, нацртао је Изабелин портрет који је, изгледа, коришћен за креирање насликаног портрета, који је сада изгубљен.
Осим пријатељства, Леонардо је свој приватни живот држао у тајности. Његова сексуалност била је предмет сатире, анализа и спекулација. Овај тренд је почео средином 16. века и поново је оживео у 19. и 20. веку, посебно од стране Сигмунда Фројда у свом делу Леонардо да Винчи, Сећање на његово детињство. Леонардови најинтимнији односи били су можда са његовим ученицима Салајем и Мелцијем. Мелци је, писајући да обавести Леонардову браћу о његовој смрти, описао Леонардова осећања према својим ученицима као љубавна и страствена. Још од 16. века се тврдило да су те везе биле сексуалне или еротске природе. Судски записници из 1476. године, када је имао двадесет четири године, показују да су Леонардо и још тројица младића оптужени за содомију у инциденту који је укључивао познату мушку проститутку. Оптужбе су одбачене због недостатка доказа, а спекулише се да је, пошто је један од оптужених, Лионардо де Торнабуони, био у сродству са Лоренцом де Медичијем, породица извршила свој утицај да обезбеди отпуштање. Од тог датума много се писало о његовој претпостављеној хомосексуалности и њеној улози у његовој уметности, посебно у андрогинији и еротизму који се манифестују у Светом Јовану Крститељу и Бахусу и још експлицитније у низу еротских цртежа.

## Сликарство
| „                      | Слика је песма која се види а не чује, а песма је слика која се чује а не види. | ” |
| — Трактат о сликарству |                                                                                 |   |

Леонардово укупно сликарско дело чини мали број слика. Укупно их је 17 које му се могу дефинитивно приписати, а неколико уметник није ни довршио. Два важна дела – Битка код Ангијарија и Леда и лабуд – преживела су само у копијама других уметника. Ипак, ових неколико креација успоставило је јединствену славу уметника ког је Вазари описао као зачетника и оснивача високе ренесансе. Леонардова дела, на која нису утицале перипетије естетичких доктрина у наредним вековима, истицана су у свим наредним периодима историје као изузетна ремек-дела сликарства.
| „                                    | Није тражио само моделе лепог и ружног, него је тежио да ухвати тренутни израз душевних расположења и идеја. Необичне и променљиве ствари нарочито су му привлачиле пажњу. Он је можда први осетио онај део уметности који није заснован на допадљивости… | ” |
| — Стендал, Живот Леонарда да Винчија | |   |

### Поклоњење мудраца
Са тридесет година Леонардо је одговорио на позив да ради за Војводу од Милана као војни инжењер (али и као архитекта, вајар и сликар) и преселио се у Милано остављајући за собом недовршено најзначајније дело које је тада започео, велико Поклоњење мудраца, за које је урадио многе претходне студије. Композицију одликује један геометријски ред и прецизно изграђен простор у перспективи који подсећа на фирентинско сликарство непосредно након Мазача, више него на стил који је преовладавао после 1480. године. Најупадљивији, и уједно револуционаран, вид ове слике јесте начин на који је сликана, мада Леонардо на њој није завршио чак ни подлогу. У делу који је најдовршенији, десно од средишта, виде се ликови који настају постепено, не издвајајући се потпуно из магле. За разлику од Полајуола и Ботичелија, Леонардо не размишља о контурама, већ о тродимензионалним телима, која постају видљива у већем или мањем степену захваљујући светлости која их обасјава. У пејзажима који су у сенци, облици су недовршени, њихове контуре се могу само наслућивати. Оваквим моделовањем, званим кјароскуро (светло-тамно), ликови призора више нису одвојени једни од других, већ их спаја једно ново сликарско јединство, пошто су „преграде” између њих делимично срушене. Ту је слична и повезаност осећања: гестови и лица људи изражавају са дирљивом речитошћу стварност чуда које су дошли да виде. У живахној изражајности ликова познаје се утицај како Полајуола тако и Верокија, али су на Леонарда овде могли оставити утисак и занемели пастири са Портинаријевог олтара који је управо у то време постављен у Фиренци.

### Богородица у пећини
Непосредно по доласку у Милано, Леонардо је насликао Богородицу у пећини, једну олтарску слику, која показује како би Поклоњење мудраца заиста изгледало да је било завршено. Из полутамне пећине извиру ликови обавијени влажним ваздухом који благо замагљује њихове облике. Та фина измаглица, названа сфумато, јаче изражена него у фламанским и венецијанским сликама периода, даје нарочиту присност и топлину приказаном призору. Стварајући неку атмосферу удаљености и нестварности, чини да слика више не личи на поетску визију него на обичну слику стварности. Тема, мали св. Јован који се клања малом Христу у присуству Богородице и једног анђела, са више разлога је тајанствена, без непосредног претходника у историји уметности. Усамљено и стеновито окружење, барица у првом плану и брижљиво одабран и изврсно приказан биљни свет, све то наговештава неко симболично значење које није лако одгонетнути. Путоказ за могуће тумачење дела можда лежи у здружености гестова присутних који се крећу према средишту слике: заштите, указивања и благослова. Загонетна или не њена садржина, слика зрачи једном непролазном чари.

### Тајна вечера
Тајна вечера је прво Леонардово дело за које се сматра да у потпуности изражава идеал  високе ренесансе. Међутим, слика је нажалост почела да се распада неколико година пошто је завршена. Будући да је био незадовољан ограничењима традиционалне фреско технике, Леонардо је извршио експеримент једним темпера-уљаним медијумом који није добро приањао на зид. Али и оно што се данас може видети је више него довољно да објасни њено огромно дејство. Композиција у целини поседује једну постојану равнотежу која је постигнута измирењем противречних захтева на начин који ниједан ранији уметник није постигао. Архитектура у којој је призор смештен не потискује ликове као што је био случај у многим ранијим покушајима исте теме које су начинили други уметници. У Леонардовој слици ликови не изгледа као да су накнадно смештени у архитектонски оквир, већ је он прво почео с композицијом ликова, а архитектура је од почетка имала само помоћну улогу. Централна тачка пресека, која управља посматрачев поглед у просторију, постављена је иза Христове главе тачно на средини слике, и тако добија симболично значење. Исто тако је јасна симболична функција главног отвора на задњем зиду где истурени архитектонски забат делује као еквивалент ореола. Тиме је постигао да се перспективни оквир призора види скоро искључиво у вези са присутним ликовима, а не као неки ентитет који је ту раније постојао. Виталност ове везе се може уочити ако се прекрије горња трећина слике, када композиција добија својство фриза, и где груписање апостола постаје мање јасно, док смирени троугласти лик Христа постаје потпуно пасиван уместо да делује као физичко и духовно жариште. Очигледно је да је Леонардо хтео да физички згусне своју тему компактним груписањем ликова, а духовно приказујући више значења истовремено. Тако Христово држање изражава потчињавање божанској вољи и жртвовање. То је уједно и алузија на главни чин Тајне вечере, установу тајне светог причешћа: И док једаху, узе Исус хљеб… и давши га ученицима, рече: узмите; једите; ово је тијело моје. И узе чашу… даде им: пијте из ње сви; јер је ово крв моја…. Држање апостола није само одговор на ове речи и сваки од њих открива своју личност и свој однос према Спаситељу. На пример, Јудина фигура није више издвојена од осталих као што је био чест случај у делима ранијих уметника, јер га његов мрачни и пркосни профил сасвим добро издваја. Ликови са слике су пример онога што је у једној од својих бележница уметник записао: „да је највиши и најтежи циљ сликарства да гестовима и покретима удова представи намеру човечје душе”. Ову изјаву не треба тумачити тако као да се односи на тренутно душевно стање, већ на човеков унутрашњи живот у целини, односно оно што чини основне карактерне црте једног појединца.

### Мона Лиза
Мона Лиза, Леонардово најпознатије дело, једнако је познато по иновацијама које користи у сликарској техници, као и по мистериозном осмеху субјекта који Леонардо приказује. Ово дело је кохезија две технике које је он установио — сфумата и кјароскура.
Да Винчи је утицао на скоро све касније уметнике високе ренесансе, а пре свега на Рафаела. У потпуности је изменио миланску школу, а утицао је и на школе у Парми, Фиренци и другим ренесансним центрима.
Иако је Леонардо створио релативно мали број слика (од којих је велики број недовршен), он је ипак један од најутицајнијих и најиновативнијих уметника Ренесансе. У његовом раном периоду, сликарски правац који је следио није се много разликовао од стила његових учитеља, да би сазревајући, Да Винчи вешто одбацио ригидан начин третирања фигура и објеката и практично их оживео, користећи сфумато, своју надалеко популарну технику.
Мона Лиза је једна од највреднијих слика на свету. Држи Гинисов светски рекорд за највећу познату процену осигурања слика у историји од 100 милиона америчких долара 1962.(што је еквивалентно 870 милиона долара 2021).
Верзија позната као Ермитажна Мона Лиза налази се у музеју Ермитаж, а направио ју је непознати уметник из 16. века. Овај портрет се веома разликује од Мона Лизе из Лувра; најважнија разлика се тиче женског лица: овде је протагонист много млађи од даме приказане на слици чувеног Лувра.

#### Списак слика
Подаци о годинама настанка Леонардових слика у различитим изворима се у већини случајева знатно разликују.
- Мадона са наром („Dreyfusova Madona”) (~1469) —Национална галерија уметности у Вашингтону, Вашингтон, САД
- Портрет Гиневре де Бенчи (~1475) – Национална галерија уметности у Вашингтону, Вашингтон, САД
- Крштење Христа заједно с Верокиом (око 1475—1478) – „Galleria degli Uffizi”, Фиренца, Италија
- Мадона са цвећем  (1478—1480) – Ермитаж, Петроград, Русија
- Мадона са каранфилом (1478—1481) – Стара галерија сликарства у Минхену, Минхен, Немачка
- Свети Јероним (око 1480) – Ватикански музеји, Ватикан
- Клањање три краља  (1481) – Галерија Уфици, Фиренца, Италија
- Дама са хермелином (око 1490) – Портрет Чечилије Галерани
- Музичар (Портрет музичара Франкина Гафурија) (~1490) — Амброзијева галерија у Милану, Милано, Италија
- Портрет даме (1495 —1498) – Лувр, Париз, Француска
- Тајна вечера — (1498) црква „Santa Maria delle Grazie”, Милано, Италија
- Мадона у стенама (прва верзија) (1483—1486) – Лувр, Париз, Француска
- Серија гротескних карикатура (1490—1505)
- Битка код Ангијарија (1503), данас изгубљени картон за зидну слику у фирентинској већници
- Мона Лиза (1503 —1505/1506) – Лувр, Париз, Француска
- Леда и лабуд  (1508) — (сачуване су само копије)
- Свети Јован Крститељ (~1514) – Лувр, Париз, Француска
- Бахус (1515) – Лувр, Париз, Француска
- Salvator mundi (Спаситељ света) (~1500) – власништво Мухамеда ибн Салмана

## Цртежи
Леонардо је био плодан цртач, водио је дневнике пуне малих скица и детаљних цртежа који су бележили све врсте ствари које су му привукле пажњу. Као и часописи, постоје многе студије за слике, од којих се неке могу идентификовати као припремне за одређена дела као што су Поклонство мудраца, Богородица на стенама и Тајна вечера. Његов најранији датирани цртеж је Пејзаж долине Арно, 1473. године, који приказује реку, планине, замак Монтелупо и пољопривредно земљиште иза њега са великим детаљима.
Међу његовим познатим цртежима су Витрувијев човек, студија о пропорцијама људског тела; Глава анђела, за Девицу на стенама у Лувру; ботаничка студија Витлејемске звезде; и велики цртеж (160×100 см) црном кредом на папиру у боји Богородица са дететом са Светом Аном и Светим Јованом Крститељем у Националној галерији у Лондону. Овај цртеж користи суптилну сфумато технику сенчења, у маниру Мона Лизе. Сматра се да Леонардо никада није направио слику од ње, а најближа је сличност Богородици са дететом са Светом Аном у Лувру. Други цртежи од интереса укључују бројне студије које се генерално називају "карикатурама" јер, иако су преувеличане, изгледа да су засноване на посматрању живих модела. Васари каже да би Леонардо тражио интересантна лица у јавности да би их користио као моделе за неке своје радове. Постоје бројне студије о лепим младићима, који се често повезују са Салаијем, са ретким цртама лица којима се много диве, тзв. -назван „грчки профил“. Ова лица су често у супротности са лицем ратника. Салаи се често приказује у костимима одеће. Познато је да је Леонардо дизајнирао сетове за изборе са којима се они могу повезати. Други, често педантни, цртежи показују студије драперије. Значајан развој Леонардове способности да црта драперије догодио се у његовим раним радовима. Још један често репродукован цртеж је сабласна скица коју је урадио Леонардо у Фиренци 1479. године и приказује тело Бернарда Барончелија, обешеног у вези са убиством Ђулијана, брата Лоренца де Медичија, у Пацијевој завери. Леонардо је у својим белешкама забележио боје хаљина које је Барончели носио када је умро.

Попут двојице савремених архитеката Доната Брамантеа (који је пројектовао двориште Белведере) и Антонија да Сангала старијег, Леонардо је експериментисао са дизајном централно планираних цркава, од којих се велики број појављује у његовим часописима, и као планови и као погледи, иако ниједан никада није реализован.

## Научни рад
Око 1483. године Леонардо се одселио у Милано, да би радио као цивилни и војни инжењер за Лудовика Сфорцу (познатог и као Лудовико Моро -Ludovico il Moro/Лудовико Црни), а посао сликара и скулптора му је постао споредно занимање. Леонардо је радио и као дизајнер и директор дворских фестивала. Ту је започео своје прве систематске научне студије базиране на практичним искуствима из анатомије, ботанике, математике, физике и механике. 1499. године Леонардо се поново вратио у Фиренцу. Наредне године ступио је у службу француског краља, оставши у њој до 1506. године, након чега се вратио у Фиренцу до 1507. Из Фиренце је наставио пут за Милано где је живео наредних пет година. Од 1516. године па до своје смрти живео је у Француској са својим учеником и наследником Франческом Мелцијем (1491—1568)
Леонардо је најславнији интелектуалац ренесансног периода захваљујући мноштву његових интересовања: од војне архитектуре, преко анатомије, геометрије, астрономије, грађевинарства, хидраулике, физике до опште технике.
Иако су га за његова живота патрони ангажовали за најразличитије послове — од планирања утврђења, замкова и канала, до креирања балских одора — он је до данашњег дана остао познат као један од најважнијих сликара у историји човечанства.
Да Винчи је целога живота цртао, правио скице и нацрте, мастилом или оловком. Сачувано је 4 000 његових цртежа, често малих димензија. Леонардо је писао у збијеним линијама, написаним као одраз у огледалу, здесна налево. Уз њих су цртежи биљака и шеме зупчаника и точкова. Читаве странице посвећене су оружју, копљима, буздованима, мачевима егзотичног облика. Ту су, затим, скице за прављење утврђења и схеме артиљеријског оружја, цртежи летећих машина, тенкова, опреме за роњење и других фантастичних ствари, вековима пре него што су направљене.
Чак је дизајнирао и робота, који је могао седети, махати рукама и померати главу, док би отварао и затварао анатомски верну вилицу.
” Могу да правим топове, мало оружје, корисно и веома лепих облика, различито од оног које се користи.” писао је уметник.
Да Винчи је цртао и различите животиње: псе, мачке, медведе, коње, па чак и змаја. Без знања детаља о анатомији, осим оних које је могао да види голим оком, нацртао је „Дрво жила” на коме је приказао положај срца, плућа и главних артерија у људском телу.

## Карактер Леонардовог дела
Упркос недавној свести и дивљењу Леонарда као научника и проналазача, током већег дела четири стотине година његова слава почивала је на његовим достигнућима као сликару. Прегршт дела која су му или потврђена или му се приписују сматрана су међу великим ремек-делима. Ове слике су познате по разним квалитетима које су студенти много опонашали и о којима су познаваоци и критичари дуго расправљали. До 1490-их Леонардо је већ био описан као "божански" сликар.
Међу квалитетима који чине Леонардово дело јединственим су његове иновативне технике наношења боје; његово детаљно познавање анатомије, светлости, ботанике и геологије; његово интересовање за физиономију и начин на који људи региструју емоције у изразу и гесту; његова иновативна употреба људског облика у фигуративној композицији; и његову употребу суптилне градације тона. Сви ови квалитети спајају се у његовим најпознатијим сликаним делима, Мона Лизи, Тајној вечери и Богородици на стенама.

## Филмови и серије о Леонарду да Винчију
Од филмова и ТВ серија, Живот Леонарда да Винчија (1971) Рената Кастеланија, најверовантије је онај који постиже највећи компромис између забаве и образовања. Прича почиње смрћу уметника у наручју краља Франсоаа I; одмах затим, приповедач, коме редитељ, да би олакшао фикцију, поверава пружање информације и објашњења историјско-техничке природе, прекида секвенцу упозоравајући да је реч о легендарној верзији преузетој из Вазаријевих Живота уметника. Дакле, од самог почетка, Кастелани поставља питање о природи и мистерији Леонардове полифацетичне личности. „Али, шта је коначно познато о животу тако познатог човека? Врло мало тога.” Међу пресудним моментима у Кастеланијевој биографској реконструкцији издваја се сцена у којој Леонардо црта обешеног из завере Пација из 1478. године, што изазива збуњеност његовог пријатеља Лоренца ди Кредија; или одломак где у болници Санта Марија Нуова у Фиренци, Леонардо покушава да на лешевима проучи „узрок тако слатке смрти”. У оба случаја, реч је о метафорама жеђи за знањем, понекад и без моралног скрупула, чак и пред лицем смрти. Убедљива је и реконструкција Леонардових раних година у Милану, обележена пројектима за водоводе и пловне канале, студијама за анатомски трактат, али малобројним сликама, међу којима се издваја Дама са хермелином. Кастелани овде наговештава заједничку судбину већине уметника ренесансе: да морају да раде као дворске слуге да би могли да финансирају своју уметност.
ТВ серија у режији Кастеланија се може погледати на везама испод дублирана на енглески:
- Први део
- Други део
- Трећи део
- Четврти део
- Пети део

## Белешке
1. ↑  „ди сер Пјеро” овде значи од оца сер Пјера, где је сер колоквијална скраћеница од Сињор у Италији средњег века, и указује да онај који је носи обавља професију јавног бележника.
2. ↑  Такође никада није писао о свом оцу, осим успутне белешке о његовој смрти у којој је преувеличавао своје године за три године. Леонардова браћа и сестре изазвали су му потешкоће након очеве смрти у спору око њиховог наследства.
3. ↑  Хуманистички утицај Донателовог Давида може се видети у каснијим Леонардовим сликама, поготово на слици Јован Крститељ.
4. ↑  „Различите уметности“ и техничке вештине средњовековних и ренесансних радионица детаљно су описане у тексту Теофила Презвитера „On Divers Arts“ из 12. века и у тексту Il Libro Dell'arte O Trattato Della Pittui од стране Ченино Ченинија из раног 15. века.
5. ↑  Да се Леонардо придружио еснафу до тог времена, закључује се из евиденције о уплати Compagnia di San Luca у регистру компаније.
6. ↑  На полеђини је написао: „Срећан сам, будући да сам код Ентонија,” вероватно у вези са његовим оцем.
7. ↑  2005. године, атеље је поново откривен током рестаурације дела зграде коју је 100 година заузимало Департман за војну географију.
8. ↑  Оба дела су изгубљена. Целокупна композиција Микеланђелове слике позната је из копије Аристотола да Сангала, 1542. Леонардова слика позната је само из припремних скица и неколико копија средишњег дела, од којих је најпознатија, а вероватно и најмање тачна, аутора Петера Паула Рубенса.

### Видео
- Леонардо да Винчи, геније без граница (франц. Јутјуб)
- Леонардо да Винчи, манир модерности (канал АРТЕ, франц.; Јутујуб)